# Phoradendron trinervium
Phoradendron trinervium är en sandelträdsväxtart som först beskrevs av Jean-Baptiste de Lamarck, och fick sitt nu gällande namn av Thomas Nuttall. Phoradendron trinervium ingår i släktet Phoradendron och familjen sandelträdsväxter. Inga underarter finns listade i Catalogue of Life.